# Mickael Dosso
Mickael Sebedian Dosso (* 23. August 2005) ist ein ivorischer Fußballspieler.

## Karriere
Dosso begann seine Karriere bei B.93 Kopenhagen. Zur Saison 2020/21 wechselte er in die Jugend des FC Nordsjælland. Zur Saison 2023/24 schloss er sich der U-19 des Lyngby BK. Im September 2023 absolvierte er im Cup sein einziges Spiel für die Profis.
Im September 2024 wechselte Dosso zum österreichischen Zweitligisten SV Lafnitz. Sein Debüt in der 2. Liga gab er im selben Monat, als er am sechsten Spieltag der Saison 2024/25 gegen Schwarz-Weiß Bregenz in der 66. Minute für Dylann Kam eingewechselt wurde.